# Arbutus × andrachnoides
Arbutus × andrachnoides, hibrid copac-căpșun, este rezultatul unei încrucișări între Arbutus andrachne (arborele estic de căpșuni) și Arbutus unedo (arbore irlandez de căpșuni). Este un hibrid natural, dar un soi⁠(<span title="cultivar|soi la Wikidata">d) hibrid care s-a creat. A câștigat Premiul pentru Meritul Grădinii⁠(d) al Royal Horticultural Society⁠(d).
Exemplarele tinere de A. × andrachnoides posedă scoarța întunecată de A. unedo, dar copacii mai în vârstă au exfolieri care dezvăluie o scoarță de copac orangish.
Prima specie părintească, A. andrachne, a hibridizat de asemenea cu A. canariensis, pentru a produce un alt hibrid, Arbutus × thuretiana, Demoly, nothosp. nov..

## Descriere
Este imposibil să se distingă indivizii Arbutus × andrachnoides de speciile mamă care utilizează metode botanice tradiționale, deoarece prezintă un spectru complet de trăsături parentale. Trebuie utilizate în schimb testarea ADN⁠(<span title="Cod de bare ADN|testarea ADN la Wikidata">d) și metodele statistice centrate pe caracterizarea intermediației individuale.

## Galerie

Diferite părți ale Arbutus x andrachnoides
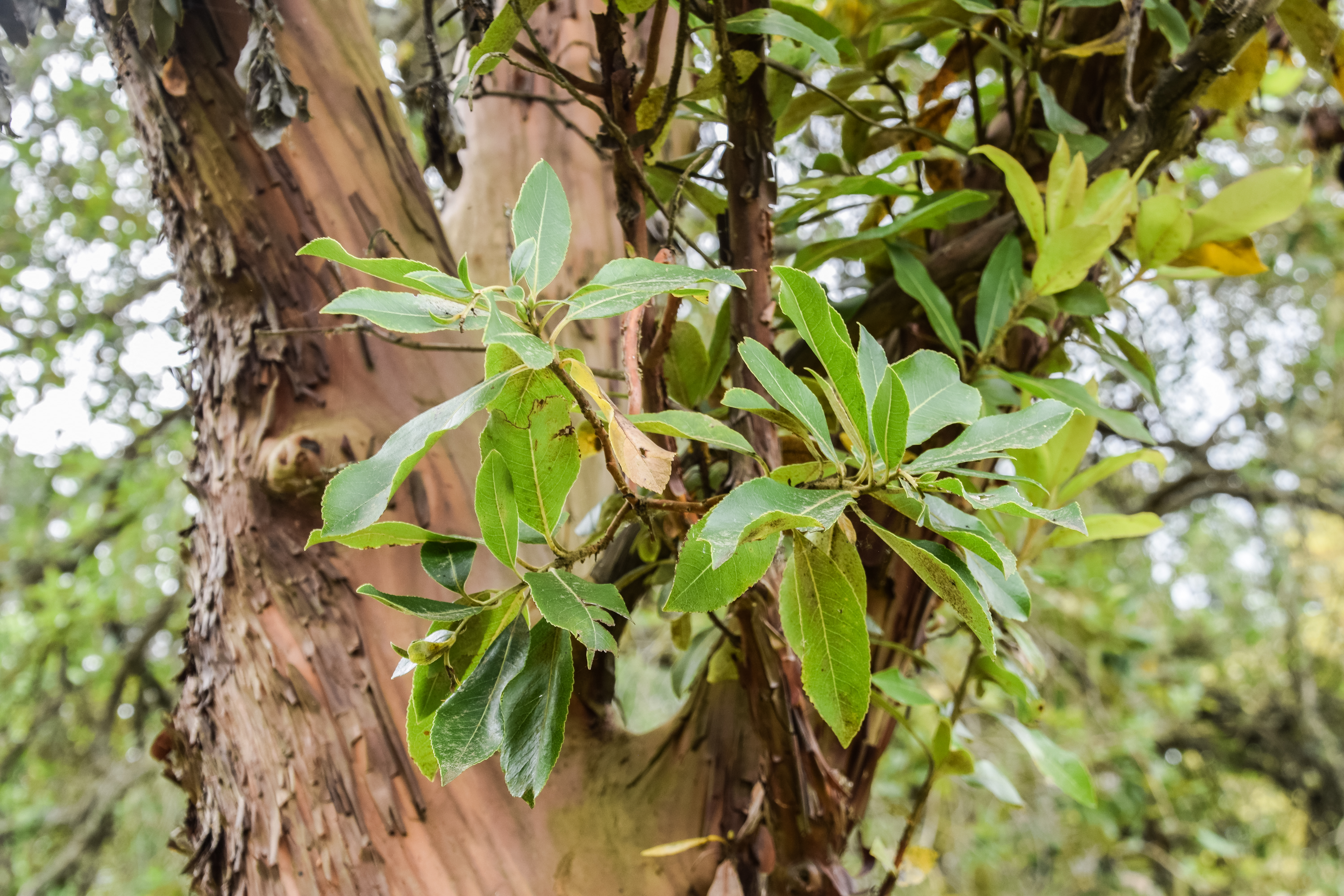
Frunze
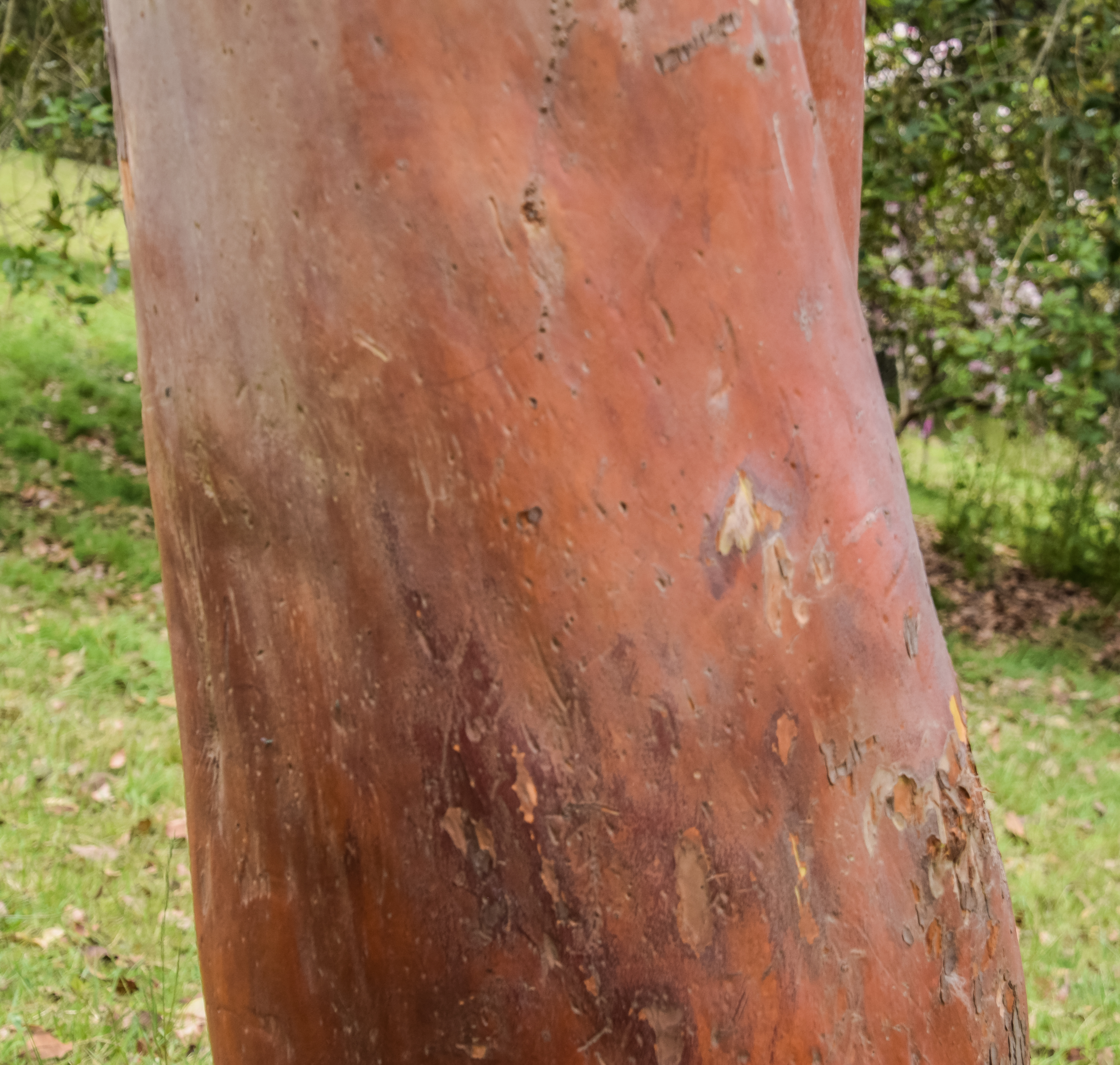
Scoarță